# Albert Ooiman
Albert „Appel“ Ooiman (* 7. August 1905 in Leeuwarden; † 6. Juni 1971 in Lutry, Schweiz) war ein niederländischer Ruderer.

## Karriere
Albert Ooiman gewann mit dem niederländischen Achter bei den Europameisterschaften 1925 die Silber- und 1926 die Goldmedaille. Zudem gehörte er bei den Olympischen Sommerspielen 1928 zur niederländischen Besatzung, die in der Achter-Regatta antrat. Der niederländische Achter schied jedoch in der zweiten Runde aus.
Beruflich war Ooiman bei Philips als Ingenieur tätig.